# بخش بوندین، شهرستان موری، مینه سوتا
بخش بوندین (به انگلیسی: Bondin Township) یک منطقهٔ مسکونی در ایالات متحده آمریکا است که در شهرستان مورای، مینه‌سوتا واقع شده‌است.
 بخش بوندین ۹۱٫۳ کیلومتر مربع مساحت و ۳۳۵ نفر جمعیت دارد و ۴۷۰ متر بالاتر از سطح دریا واقع شده‌است.